# Plan de Guadalupe, Hidalgo
Plan de Guadalupe är en ort i Mexiko.   Den ligger i kommunen Chapulhuacán och delstaten Hidalgo, i den sydöstra delen av landet, 190 km norr om huvudstaden Mexico City. Plan de Guadalupe ligger 877 meter över havet och antalet invånare är 268.
Terrängen runt Plan de Guadalupe är kuperad åt nordväst, men åt sydost är den bergig. Runt Plan de Guadalupe är det ganska tätbefolkat, med 60 invånare per kvadratkilometer. Närmaste större samhälle är Tamazunchale, 17,6 km nordost om Plan de Guadalupe. I omgivningarna runt Plan de Guadalupe växer i huvudsak städsegrön lövskog.